# راچ‌تاون (پنسیلوانیا)
راچ‌تاون (به انگلیسی: Rauchtown) یک منطقهٔ مسکونی در ایالات متحده آمریکا است که در شهرستان کلینتون، پنسیلوانیا واقع شده‌است. راچ‌تاون ۴٫۶ کیلومتر مربع مساحت و ۷۲۶ نفر جمعیت دارد و ۲۷۰٫۹۷ متر بالاتر از سطح دریا واقع شده‌است.